# مارک آنتونیو آمارو دوس سانتوس
مارک آنتونیو آمارو دوس سانتوس (انگلیسی: Marcos Antonio Amaro dos Santos؛ زادهٔ ۲۵ سپتامبر ۱۹۵۷) فرمانده نظامی و سیاست‌مدار اهل برزیل است، که هم‌اکنون به‌عنوان رئیس ستاد کل ارتش برزیل فعالیت می‌کند.